# Bryczesy

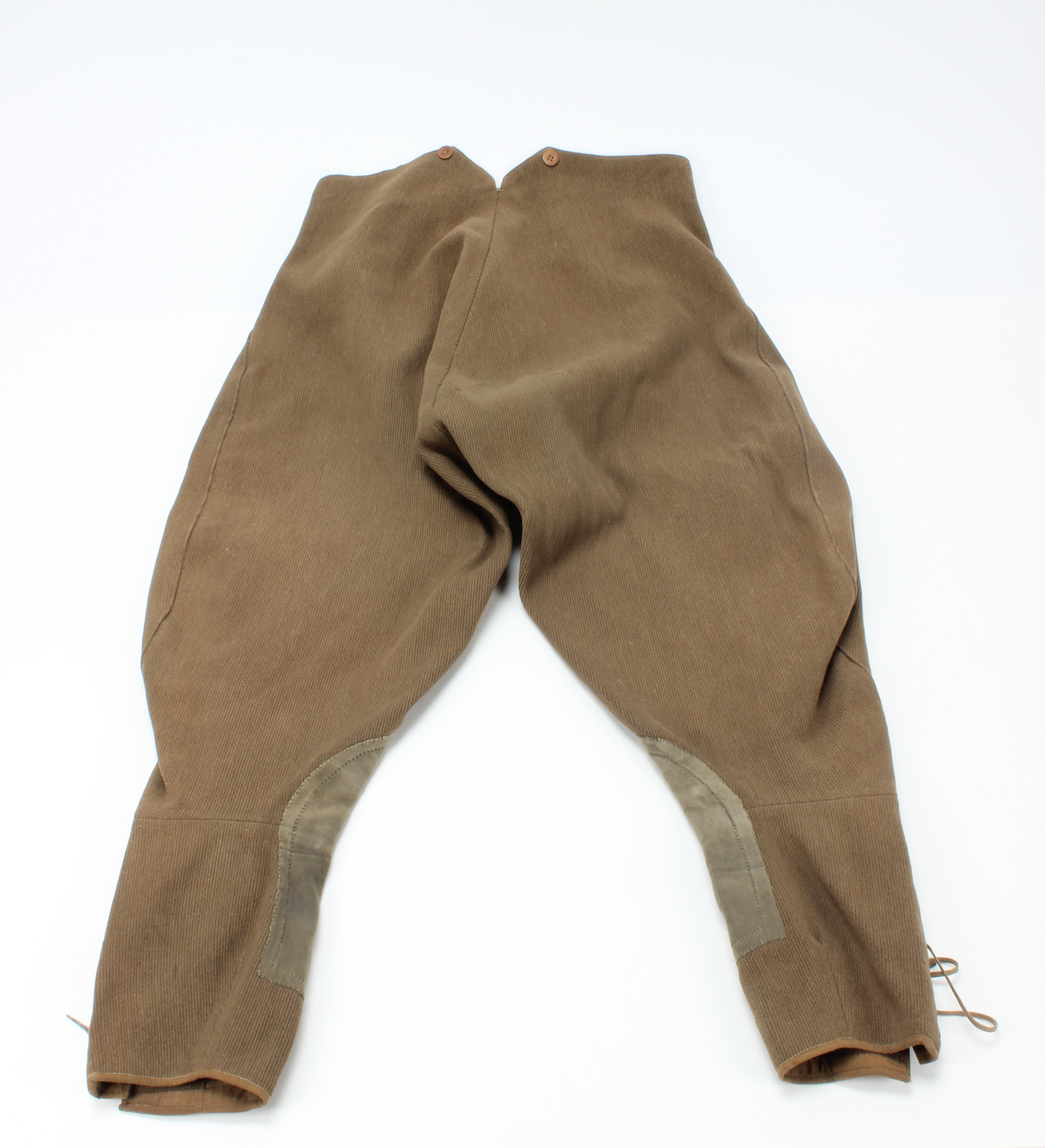
Bryczesy kawaleryjskie z okresu I wojny światowej

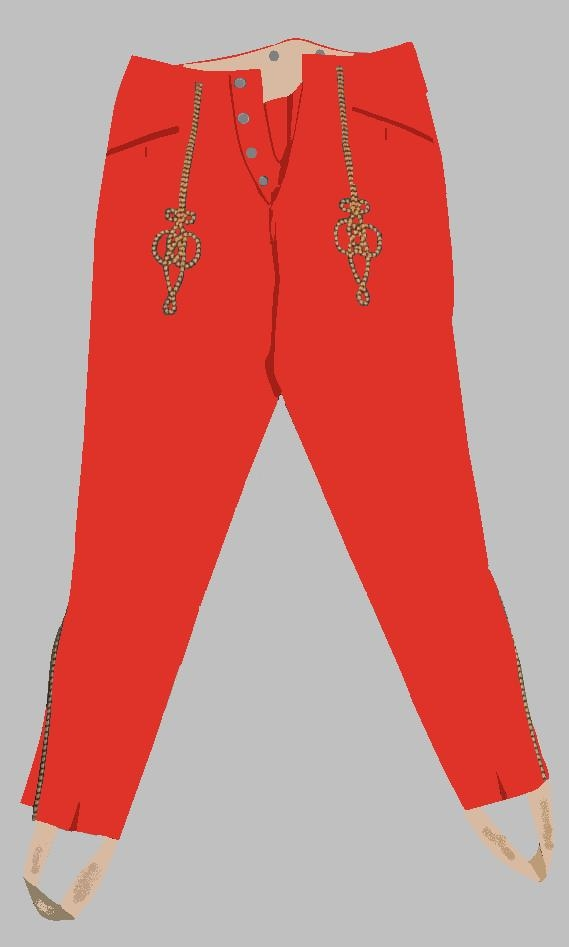
Typ bryczesów huzarskich zwany rajtuzami

Bryczesy – specjalne spodnie do jazdy konnej zapewniające swobodę ruchów, nieposiadające ciasnych szwów po wewnętrznej stronie nogawek (tam, gdzie nogi przylegają do siodła lub konia). Chronią przed obtarciami, pozwalają na wygodny i prawidłowy dosiad. Mogą być obcisłe i dokładnie opinać nogi jeźdźca (zwane wtedy rajtuzami, z niem. „Reithose”), lub bufiaste w części udowej, jak na przykład bryczesy kawaleryjskie.
Obecnie najpopularniejsze są wąskie modele bryczesów, choć w użytku są także podobne do bryczesów kawaleryjskich salonki oraz jodhpury, z prostą lub lekko rozszerzaną ku dołowi nogawką, które swoją nazwę zawdzięczają miastu w Indiach. Spopularyzował je w Wielkiej Brytanii w 1897 Pratap Singh, syn maharadży Dźodhpuru podczas diamentowego jubileuszu królowej Wiktorii, na którym wystąpił ze swoją drużyną polo.
Do spodni typu jodhpur używa się krótkich butów jeździeckich, a wzmocnienia po wewnętrznej stronie biegną przez całą długość nogawki. Bryczesy posiadają tak zwany „lej”, czyli wzmocnienie. Lej chroni przed obtarciami, a także zapewnia lepszą przyczepność w siodle. Wyróżnia się leje kolanowe i pełne leje. Te pierwsze to wzmocnienia tylko po wewnętrznej stronie kolan. Pełne leje to wzmocnienia na łydkach oraz wewnętrznej stronie ud i siedzeniu. Wybór typu leja zależy od uprawianej dyscypliny jeździeckiej oraz preferencji jeźdźca, leje pełne zapewniają lepszą przyczepność do siodła, leje kolanowe z kolei ułatwiają jazdę w półsiadzie. Leje tradycyjnie wykonywano ze skóry, później ze sztucznej skóry i materiałów skóropodobnych, obecnie najpopularniejsze są leje silikonowe, zarówno kolanowe, jak i pełne. Lej silikonowy w formie rozmaitych wzorów nadrukowuje się na spodnie. Współczesne bryczesy różnią się od historycznych także tkaninami. Spodnie wykonywane są z myślą o różnych warunkach pogodowych, od cienkich, tak zwanych leginsów jeździeckich, po wykonane z tkanin technicznych, wodoodporne i ocieplane.